# جاشنمال
مجموعة جاشنمال هي موزع بيع بالجملة للسلع والخدمات الاستهلاكية في منطقة الخليج العربي. تأسست الشركة في عام 1919 على يد راو صاحب جاشنمال جانجياني، حيث افتُتِح متجرها الأول في البصرة بالعراق كمتجر عمومي لبيع منتجات متنوعة. وقد جاء التوسع في دول مجلس التعاون الخليجي في أعقاب اكتشاف النفط، أولاً في الكويت في عام 1934 حيث افتتح المتجر في ساحة الصفاة،  ثم في المنامة بالبحرين في عام 1935، وبعد ذلك في الإمارات العربية المتحدة، مع متاجر في دبي في 1956 وأبو ظبي في 1964. في بيئة الأسواق سريعة التوسع، تطورت شركة جاشنمال من مجرد بائع تجزئة إلى التخصص أيضًا في البيع بالجملة والسلع والخدمات الاستهلاكية.
تنشط مجموعة جاشنمال اليوم في جميع أنحاء الدول العربية في الخليج العربي والهند، ويقع مقرها الرئيسي في دبي، الإمارات العربية المتحدة، وتدير أكثر من 100 متجر وأكثر من 1000 نقطة بيع تجزئة عبر قطاعات تتراوح من السوق الحرة إلى السوق العام إلى الشركات المتوسطة ومتاجر السلع الفاخرة.
تمثل المجموعة العديد من سلاسل البيع بالتجزئة حول العالم النشطة في المنطقة، فضلاً عن تشغيل قسم للصحف والدوريات يشرف على تسويق وتوزيع الكتب والمجلات والصحف الرائدة في الخليج العربي من خلال التوزيع المباشر ومنافذ البيع بالتجزئة بما في ذلك مكتبات جاشنمال. ومن بين شركاء الأعمال شركة المشرق وشركة خدمات البريد السريع الخارجية اليابانية.